# Semimetal
Como con los metales y los no metales, los semimetales (también conocidos como metaloides) comprenden una de las tres categorías de elementos químicos siguiendo una clasificación de acuerdo con las propiedades de enlace e ionización. Se caracterizan por presentar un comportamiento intermedio entre los metales y los no metales, compartiendo características de ambos. Por norma general y en la mayoría de los casos, tienden a reaccionar químicamente con no metales, aunque hay ciertos compuestos formados por metal y semimetal como por ejemplo el boruro de magnesio. Pueden ser tanto brillantes como opacos, y su forma puede cambiar fácilmente. Generalmente, los metaloides son mejores conductores de calor y de electricidad que los no metales, pero no tanto como los metales. No hay una forma unívoca de distinguir los metaloides de los metales verdaderos, pero generalmente se diferencian en que los metaloides son semiconductores antes que conductores. A diferencia de los metales, los cuales al aumentar la temperatura disminuye su conductividad eléctrica, en los semimetales aumentar la temperatura supone lo contrario, aumenta su conductividad eléctrica. Los no metales son opacos y de varios colores. Suelen ser utilizados en ocasiones para formar aleaciones. Pueden ser anfóteros o levemente ácidos.
Son considerados metaloides los siguientes elementos:
- Boro (B)
- Silicio (Si)
- Germanio (Ge)
- Arsénico (As)
- Telurio (Te)
- Polonio (Po)
- Antimonio (Sb)

Dentro de la tabla periódica los metaloides se encuentran en línea diagonal desde el boro al astato (este último no suele estar incluido). Los elementos que se encuentran encima a la derecha son no metales, y los que se encuentran debajo a la izquierda son metales.
Todos estos elementos poseen tres electrones de valencia o más en su última órbita (B 3, Si 4, Ge 4, As 5, Sb 5, Te 6, Po 6). El silicio, por ejemplo, es un metaloide ampliamente utilizado en la fabricación de elementos semiconductores para la industria electrónica, como rectificadores, diodos, transistores, circuitos integrados y microprocesadores.

## Definiciones

### Basado en el juicio
Un metaloide es un elemento que posee una preponderancia de propiedades intermedias, o que son una mezcla de las de los metales y los no metales, y que, por tanto, es difícil de clasificar como metal o como no metal. Se trata de una definición genérica que se basa en los atributos de los metaloides que se citan sistemáticamente en la literatura
Siguen las definiciones y los extractos de diferentes autores, que ilustran aspectos de la definición genérica:
- "En química un metaloide es un elemento con propiedades intermedias entre las de los metales y las de los no metales"[2]
- "Entre los metales y los no metales de la tabla periódica encontramos elementos ... [que] comparten algunas de las propiedades características tanto de los metales como de los no metales, lo que hace difícil situarlos en cualquiera de estas dos categorías principales"[3]
- "Los químicos a veces utilizan el nombre de metaloide ... para estos elementos que son difíciles de clasificar de una manera u otra"[4]
- "Dado que los rasgos que distinguen a los metales de los no metales son bombomclat cualitativa, algunos elementos no caen inequívocamente en ninguna de las dos categorías. Estos elementos ... se llaman metaloides ..."[5]

Más ampliamente, los metaloides han sido denominados como:
- "elementos que ... son una especie de cruce entre metales y no metales";[6] o
- "elementos extraños intermedios".[7]

La dificultad de categorización es un atributo clave. La mayoría de los elementos tienen una mezcla de propiedades metálicas y no metálicas, y pueden clasificarse en función de qué conjunto de propiedades sea más pronunciado.
El oro, por ejemplo, tiene propiedades mixtas pero sigue siendo reconocido como el "rey de los metales". Además del comportamiento metálico (como la alta conductividad eléctrica, y la formación de cationes), el oro muestra un comportamiento no metálico:
- Tiene el más alto potencial de electrodo
- Tiene la tercera mayor energía de ionización entre los metales (después del zinc y el mercurio)
- Posee la mayor afinidad de electrón
- Su electronegatividad de 2.54 es la mayor entre los metales y supera a la de algunos semimetales y no metales (hidrógeno 2.2; fósforo 2.19; y radón 2.2)
- Forma el anión aururo Au−, donde en este caso actúa como un halógeno
- A veces presenta una tendencia, denominada "aurofilicidad", a vincularse consigo mismo.[10]

Sobre su naturaleza de halógeno ver Belpassi et al., quién indica que en los aururos MAu (M = Li–Cs) el oro "se comporta como un halógeno, intermedio entre el Br y el I"; sobre aurofilicidad ver Schmidbaur and Schier.
Solo los elementos en o cerca de los márgenes, que carecen de una preponderancia suficientemente clara de propiedades metálicas o no metálicas, se clasifican como metaloides..
El boro, silicio, germanio, arsénico, antimonio y telurio normalmente son identificados como metaloides. Dependiendo del autor, a veces se añaden a la lista uno o más de selenio, polonio o astato. A veces se excluye el boro, solo o con silicio. A veces el telurio no se considera un metaloide. Se ha cuestionado la inclusión del antimonio, el polonio y el astato como metaloides..
Otros elementos se clasifican ocasionalmente como metaloides. Estos elementos incluyen hidrógeno, berilio, nitrógeno, fósforo, azufre, zinc, galio, estaño, yodo, plomo, bismuto, y radón. El término metaloide también se ha utilizado para los elementos que presentan brillo metálico y conductividad eléctrica, y que son anfóteros, como el arsénico, el antimonio, el vanadio, el cromo, el molibdeno, el tungsteno, el estaño, el plomo y el aluminio. El metales de bloque p, y los no metales (como el carbono o el nitrógeno) que pueden formar aleacións con los metales o modificar sus propiedades también han sido considerados ocasionalmente como metaloides.

### Basado en criterios
| Elemento | EI (kcal/mol) | EI (kJ/mol) | EN   | Estructura de banda electrónica |
| --- | ------------- | ----------- | ---- | ------------------------------- |
| Boro | 191           | 801         | 2.04 | semiconductor                   |
| Silicio | 188           | 787         | 1.90 | semiconductor                   |
| Germanio | 182           | 762         | 2.01 | semiconductor                   |
| Arsénico | 226           | 944         | 2,18 | semimetal                       |
| Antimonio | 199           | 831         | 2.05 | semimetal                       |
| Telurio | 208           | 869         | 2,10 | semiconductor                   |
| promedio | 199           | 832         | 2.05 |                                 |
| Los elementos comúnmente reconocidos como metaloides, y sus energías de ionización (IE); electronegatividades (EN, escala de Pauling revisada); y estructuras de banda electrónica (formas más estables termodinámicamente en condiciones ambientales). |               |             |      |                                 |

No existe ninguna definición ampliamente aceptada de metaloide, ni ninguna división de la tabla periódica en metales, metaloides y no metales; Hawkes cuestionó la viabilidad de establecer una definición específica, señalando que se pueden encontrar anomalías en varias construcciones intentadas. La clasificación de un elemento como metaloide ha sido descrita por Sharp como "arbitraria".
El número y las identidades de los metaloides dependen de los criterios de clasificación que se utilicen. Emsley reconoció cuatro metaloides (germanio, arsénico, antimonio y telurio); James et al. enumeraron doce (los de Emsley más el boro, el carbono, el silicio, el selenio, el bismuto, el polonio, el moscovio y el livermorio). Por término medio, se incluyen siete elementos en las listas de metaloides; los arreglos individuales de clasificación tienden a compartir un terreno común y varían en el mal definido márgenes.
Se suele utilizar un único criterio cuantitativo como la electronegatividad, los metaloides tienen valores de electronegatividad de 1,8 o 1,9 a 2,2. Otros ejemplos incluyen el eficiencia de empaquetamiento (la fracción de volumen en una estructura cristalina ocupada por átomos) y la relación del criterio Goldhammer-Herzfeld. Los metaloides comúnmente reconocidos tienen eficiencias de empaquetamiento de entre el 34 % y el 41 %. Estos valores son más bajos que en la mayoría de los metales (el 80 % de los cuales tienen una eficiencia de empaquetamiento de al menos el 68 %), pero más altos que los de los elementos normalmente clasificados como no metales. (El galio es inusual, para un metal, al tener una eficiencia de empaquetamiento de sólo el 39 %) Otros valores notables para los metales son 42. 9 para el bismuto y 58,5 para el mercurio líquido.) Eficiencias de empaquetamiento para nometales son: grafito 17 %, azufre 19.2, iodo 23.9, selenio 24.2, y fósforo negro 28.5. La relación de Goldhammer-Herzfeld, aproximadamente igual al cubo del radio atómico dividido por el columen molar, is a simple measure of how metallic an element is, the recognised metalloids having ratios from around 0.85 to 1.1 and averaging 1.0.{refn|1=Como la relación se basa en argumentos clásicos no da cabida al hallazgo de que el polonio, que tiene un valor de ~0,95, adopta una estructura metálica (en lugar de covalente) cristalina, por motivos relativista. Even so it offers a first order rationalization for the occurrence of metallic character amongst the elements.|group=n}}
Otros autores se han basado, por ejemplo, en la conductancia atómica o número de coordinación global.
Jones, al escribir sobre el papel de la clasificación en la ciencia, observó que "[las clases] generalmente se definen por más de dos atributos". Masterton and Slowinski utilizaron tres criterios para describir los seis elementos comúnmente reconocidos como metaloides: los metaloides tienen energías de ionización alrededor de 200 kcal/mol (837 kJ/mol) y valores de electronegatividad cercanos a 2,0. También dijeron que los metaloides son típicamente semiconductores, aunque el antimonio y el arsénico (semimetales desde una perspectiva física) tienen conductividades eléctricas que se acercan a las de los metales. Se sospecha que el selenio y el polonio no están en este esquema, mientras que el estatus de la astatina es incierto.
En este contexto, Vernon propuso que un metaloide es un elemento químico que, en su estado estándar, tiene (a) la estructura de banda electrónica de un semiconductor o un semimetal; y (b) un primer potencial de ionización intermedio "(digamos 750-1.000 kJ/mol)"; y (c) una electronegatividad intermedia (1,9-2,2).